# Mitthyridium constrictum
Mitthyridium constrictum là một loài rêu trong họ Calymperaceae. Loài này được Sull. H. Rob. mô tả khoa học đầu tiên năm 1975.